# 源公忠
源 公忠（みなもと の きんただ）は、平安時代前期から中期にかけての貴族・歌人。光孝天皇の第十四皇子である大蔵卿・源国紀の次男。官位は従四位下・右大弁。三十六歌仙の一人。滋野井弁と号す。

## 経歴
延喜11年（911年）昇殿。掃部助を経て、延喜18年（918年）醍醐天皇の六位蔵人に任ぜられ、延長2年（924年）蔵人の功労により従五位下に叙爵。延長6年（928年）五位蔵人、延長7年（929年）右少弁と醍醐天皇の身近に仕えた。
延長8年（930年）朱雀天皇の即位に伴って再び五位蔵人に再任すると、承平2年（932年）従五位上、承平3年（933年）右中弁、承平6年（936年）正五位下、承平7年（937年）左中弁、天慶元年（938年）従四位下と、朱雀朝前半は蔵人に弁官を兼務して天皇の身近に仕えながら順調に昇進した。
天慶3年（940年）大宰大弐、天慶4年（941年）近江守と朱雀朝後半は地方官を歴任するが、天慶6年（943年）右大弁として京官に復す。天慶8年（945年）病気により右大弁を辞任。 天暦2年（948年）10月28日卒去。享年60。最終官位は散位従四位下。
歌合や屏風歌で活躍し、紀貫之からは辞世の歌を贈られた。『後撰和歌集』（2首）以下の勅撰和歌集に21首が入集。家集に『公忠集』がある。また、香道や鷹狩に優れていた。

## 逸話
鷹狩の名人で、『大鏡』に以下の逸話がある。
- 公忠は公務の間、予め馬をどこかに繋いでおき、公務が終わるとすぐにそのまま鷹狩に毎日のように出かけていた。また、久世の雉と交野の雉の味の違いを識別できるとの話があったので、ある人が両方の雉を混ぜて料理し、目印を付けて献上したところ、公忠はそれぞれの雉を味わい分けたという。

ほかにも『大和物語』・『宇治拾遺物語』・『江談抄』に逸話が残されている。

## 官歴
『三十六人歌仙伝』による。
- 延喜11年（911年） 正月22日：昇殿
- 延喜13年（913年） 4月：掃部助
- 延喜15年（915年） 正月19日：昇殿
- 延喜18年（918年） 3月14日：六位蔵人
- 延喜19年（919年） 6月3日：兼近江権大掾
- 延喜21年（921年） 3月13日：修理権亮
- 延長2年（924年） 正月7日：従五位下（蔵人労）
- 延長3年（925年） 10月14日：内蔵権助
- 延長6年（928年） 正月29日：民部少輔。5月10日：五位蔵人
- 延長7年（929年） 正月29日：右少弁
- 延長8年（930年） 9月：停五位蔵人（醍醐天皇崩御）。11月18日：五位蔵人
- 承平2年（932年） 正月7日：従五位上
- 承平3年（933年） 正月13日：兼山城守。10月24日：右中弁
- 承平6年（936年） 正月7日：正五位下
- 承平7年（937年） 正月：辞蔵人（源信明補蔵人）。9月：左中弁
- 天慶元年（938年） 正月7日：従四位下。5月3日：昇殿
- 天慶3年（940年） 3月25日：大宰大弐。5月6日：昇殿
- 天慶4年（941年） 3月28日：近江守。4月12日：昇殿
- 天慶6年（943年） 12月7日：兼右大弁
- 天慶8年（945年） 日付不詳：辞右大弁（依病）
- 天暦2年（948年） 10月28日：卒去（散位従四位下）

## 系譜
- 父：源国紀
- 母：不詳
- 生母不詳の子女
  - 男子：源信明（910-970）
  - 男子：源宏平
  - 男子：源信孝
  - 男子：観教（源信輔） - 又は信孝の子[3]
  - 男子：澄観
  - 男子：勝観
  - 男子：寛祐
  - 男子：慈慶（又は滋慶）
  - 女子：源雅信室